# Скеля Сова Пимонова
Скеля Сова Пимонова — геологічна пам'ятка природи місцевого значення. Об'єкт розташований на території Бердянського району Запорізької області, на землях Берестівської сільської громади, село Калайтанівка.
Площа — 0,3 га, статус отриманий у 1972 році.